# Tokpa-Domè
Tokpa-Domè è un arrondissement del Benin situato nella città di Kpomassè (dipartimento dell'Atlantico) con 10.932 abitanti (dato 2006).